# Проектирование фазированных антенных решёток
Фазированной антенной решёткой называют антенную решётку (множество излучателей, размещённых определённым образом в пространстве), фазой токов (поля) в каждом из элементов которой можно управлять.

## Введение в теорию
Направленность действия простейшей антенны — симметричного вибратора — невысокая. Для увеличения направленности действия уже на первых этапах развития антенной техники стали применять систему вибраторов — антенные решётки. В настоящее время антенные решётки — наиболее распространённый класс антенн, элементами в которых могут быть как слабонаправленные излучатели (металлические и щелевые вибраторы, волноводы, диэлектрические стержни, спирали и др.), так и узконаправленные излучатели.

## Методы расчёта характеристик антенных решёток
При рассмотрении общих методов расчёта характеристик АР рассматривают обычно систему полуволновых вибраторов.
В строгой электродинамической постановке задача об излучении системы тонких полуволновых вибраторов аналогична задаче об излучении одиночного вибратора. Различие состоит в замене одного вибратора системой вибраторов, каждый из которых возбуждается своим сторонним источником. Поступая так при строгом решении задачи излучения симметричного вибратора, можно установить связи между сторонними источниками и параметрами антенной решётки. Токи в излучателях антенной решётки могут быть найдены из совместного решения системы интегральных уравнений. Такое решение оказывается на порядок сложнее, чем для одиночного излучателя, и весьма затрудняет выявление основных закономерностей антенной решётки. С этой целью в теории антенн используют приближенные методы, в которых общую задачу расчёта антенной решётки условно разделяют на две задачи:

### Внутренняя задача
Решение внутренней задачи состоит в определении амплитудно-фазового распределения в антенной решётке при заданных сторонних источниках, что необходимо для возбуждения (питания) АР.

### Внешняя задача
Решение внешней задачи состоит в нахождении характеристик направленности антенны при известном амплитудо-фазовом распределении токов (полей) по элементам АР. Это распределение считается известным из решения внутренней задачи и достигнуто соответствующим подбором сторонних источников возбуждения.
Решение внешней задачи можно провести в общем виде для различных антенных решёток и затем установить характеристики направленности. Следует заметить, что методы решения внутренней задачи оказываются различными для разных типов излучателей АР. Поле излучения антенной решётки представляет собой результат интерференции полей отдельных излучателей. Поэтому надо найти отдельно поле от каждого излучателя в данной точке пространства, а затем сумму полей всех излучателей при учёте амплитудных и фазовых соотношений, а также поляризации полей.

### Расчёт ДН антенных решёток
Расчёт ДН таких систем целесообразно проводить следующим образом
1. Определить амплитудную и фазовую диаграммы излучения отдельных элементов, составляющих антенную решётку.
2. Найти фазовый центр каждого излучателя и заменить излучатели точечными излучателями, расположив их в фазовых центрах реальных излучателей антенной решётки. Каждому точечному излучателю приписать равномерную фазовую и амплитудную диаграммы направленности реального излучателя. Тогда точечный излучатель по внешнему действию будет полностью эквивалентен реальному излучателю.
3. Вычислить амплитуды и фазы полей, создаваемые эквивалентными точечными излучателями в произвольной точке пространства (каждым в отдельности). При этом надо рассматривать поле на большом расстоянии от точки наблюдения до всех излучателей. Расчёт фаз следует вести с учётом разницы в расстоянии до каждого излучателя. При определении разницы в расстояниях в целях упрощения необходимо считать направления на точку наблюдения параллельными для всех излучателей. При вычислении фаз надо определять фазы по отношению к фазе поля какого-либо одного излучателя, принимаемого за начальную.
4. Определить амплитуду и фазу поля всей антенны путём суммирования полей всех составляющих её излучателей, учитывая амплитудные и фазовые соотношения, а также поляризацию полей.

## Излучение линейной синфазной антенны
При расчёте поля излучения синфазной антенны с равномерным амплитудным распределением приходится иметь дело со сложением некоторого числа одинаково поляризованных гармонических колебаний с равными амплитудам и фазами, отличающимися друг от друга на одинаковый угол. Сумма таких колебаний определяется как сумма (ряд таких колебаний) членов геометрической прогрессии или геометрическим путём. Пусть имеется:
{\displaystyle A\cos(\omega t)+A\cos(\omega t+\psi )+A\cos(\omega t+2\psi )+...+A\cos(\omega t+(N-1)\psi )}

Векторная диаграмма суммирования полей

Представим каждое слагаемое вектором, имеющим модуль, равный амплитуде поля излучения, и расположенным соответственно фазе колебания ψ. При суммировании векторов образуется правильный многоугольник. Опишем вокруг него окружность радиуса ρ с центром в точке О. Тогда {\displaystyle ad=2\rho \sin {\frac {N\psi }{2}}}. А так как угол {\displaystyle aod=N\psi }, из треугольника {\displaystyle aob:A=2\rho \sin {\frac {\psi }{2}}}. Таким образом, амплитуда результирующего колебания:
{\displaystyle ad=A{\frac {\sin N\psi /2}{\sin \psi /2}}}
Фаза результирующего колебания по отношению к фазе начального колебания определяется величиной угла dab и равна {\displaystyle {\frac {N-1}{2}}\psi }. Сумма всех колебаний:
{\displaystyle \sum _{n=1}^{N}A\cos(\omega t+(n-1)\psi )=A{\frac {\sin {\frac {N}{2}}\psi }{\sin {\frac {\psi }{2}}}}\cos(\omega t+{\frac {N-1}{2}}\psi )} (1)
где ψ — разность фаз между соседними колебаниями. Фаза результирующего колебания опережает фазу исходного на угол {\displaystyle {\frac {N-1}{2}}\psi }

Линейные антенные решётки
а) решётка вертикальных вибраторов;
б) решётка горизонтальных вибраторов;
в) к расчёту ДН линейных АР

Получили распространение антенной решётки, составленной из вертикальных или горизонтальных полуволновых вибраторов. Такие антенны состоят из питаемых синфазно полуволновых вибраторов, одинаково ориентированных и расположенных на одинаковом расстоянии d друг от друга. Направление расположения образует прямую линию.
Для расчёта диаграмм направленности заменим каждый вибратор эквивалентным точечным излучателем, расположив его в фазовом центре, то есть в середине вибратора. Тогда независимо от того, горизонтальные или вертикальные вибраторы в решётке, схема примет вид, показанный на рисунке справа. Поле такой антенны — результат интерференции полей вибраторов. Будем считать, что все излучатели в решётке имеют одинаковые ДН. Так как вибраторы параллельны, то поля одинаково поляризованы, а следовательно, можно пользоваться полученной выше формулой для суммарного поля. Рассматривая поле далеко от антенны, можно считать, что r1||r2||r3||…||rn.
Пусть мгновенное значение тока в пучности каждого вибратора описывается уравнением {\displaystyle i=J\sin(\omega t)}. Тогда суммарное поле в точке наблюдения от всей антенны будет:

### Суммарное поле антенны
{\displaystyle E=\sum _{n=1}^{N}Af_{1}(\Theta ,\varphi )\cos(\omega t-kr_{n})}, (2)
где {\displaystyle f_{1}(\Theta ,\varphi )} — диаграмма направленности эквивалентного излучателя в решётке, которую примем в рамках приближенной теории, одинаковой для всех излучателей; A — постоянный (амплитудный) множитель, не зависящий от углов Θ,φ; rn — расстояние от n-го излучателя до точки наблюдения.
Примем фазу поля от наиболее удалённого излучателя (в рассматриваемом случае 1-го) за начальную. Тогда для определения фазы поля n-го излучателя необходимо предварительно выразить расстояние от этого излучателя до точки наблюдения через расстояние r1. Из рисунка видно, что:
{\displaystyle r_{2}=r_{1}-d\sin \Theta };
{\displaystyle r_{3}=r_{2}-d\sin \Theta =r_{1}-2d\sin \Theta };
…
{\displaystyle r_{n}=r_{1}-(n-1)d\sin \Theta }
Подставля rn в формулу (2) для напряжённости поля, получаем:
{\displaystyle E=\sum _{n=1}^{N}Af_{1}(\Theta ,\varphi )\cos(\omega t-k[r_{1}-(n-1)d\sin \Theta ])=}
{\displaystyle =\sum _{n=1}^{N}Af_{1}(\Theta ,\varphi )\cos(\omega t-k\cdot r_{1}-k(n-1)d\sin \Theta )=}
{\displaystyle =Af_{1}(\Theta ,\varphi ){\frac {\sin({\frac {N}{2}}kd\sin \Theta )}{\sin({\frac {1}{2}}kd\sin \Theta )}}}, (3)
где {\displaystyle \psi =kd\sin \Theta } — разность фаз между полями соседних излучателей, {\displaystyle k={\frac {2\pi }{\lambda }}} — волновое число.

### Амплитудная диаграмма направленности
Проведем анализ полученного выражения. Амплитудная диаграмма направленности согласно формуле (3) определяется как
{\displaystyle E_{m}=Af_{1}(\Theta ,\varphi ){\frac {\sin({\frac {\pi }{\lambda }}Nd\sin \Theta )}{\sin({\frac {\pi }{\lambda }}d\sin \Theta )}}},(4)
представляет собой произведение диаграммы составляющего излучателя {\displaystyle Af_{1}(\Theta ,\varphi )} на множитель антенны
{\displaystyle f_{n}(\Theta )={\frac {\sin({\frac {\pi }{\lambda }}Nd\sin \Theta )}{\sin({\frac {\pi }{\lambda }}d\sin \Theta )}}} (5)
Из формулы (3) следует, что фаза поля изменяется при изменении угла Θ. Таким образом, при расчёте расстояния от наиболее удалённого излучателя синфазная антенна не имеет равномерной фазовой диаграммы, а выбранная точка начала отсчёта расстояний не является фазовым центром.

### Фазовая диаграмма направленности
Фазовой диаграммой будем называть в дальнейшем ту часть выражения, определяющего фазу поля, которая не зависит от времени (см. формулу (3)):
{\displaystyle \psi (\Theta ,\varphi )=-{\frac {2\pi }{\lambda }}r_{1}+{\frac {\pi }{\lambda }}(N-1)d\sin \Theta }

### Фазовый центр антенны
Выясним, имеет ли рассматриваемая антенна фазовый центр и где он находится. Предположим, что фазовый центр имеется и находится на линии расположения излучателей на расстоянии x от 1-го излучателя. Обозначим расстояние от фазового центра до точки наблюдения через r0 и выразим расстояние r2 через {\displaystyle r_{0}:r_{1}=r_{0}+x\sin \Theta }. Тогда:
{\displaystyle \psi (\Theta ,\varphi )=-{\frac {2\pi }{\lambda }}r_{0}-{\frac {2\pi }{\lambda }}x\sin \Theta +{\frac {\pi }{\lambda }}(N-1)d\sin \Theta }.
Если x0 — координата фазового центра, то это выражение при x = x0 не должно зависеть от Θ. Требуя выполнения этого условия, получаем {\displaystyle -{\frac {2\pi }{\lambda }}x\sin \Theta +{\frac {\pi }{\lambda }}(N-1)d\sin \Theta =0}, откуда {\displaystyle x={\frac {N-1}{2}}d}.
Таким образом, рассматриваемая антенна имеет фазовый центр, который совпадает с её геометрическим центром. Этот вывод справедлив в общем случае для любой синфазной антенны.
При отсчёте расстояния от фазового центра с учётом того, что амплитуда поля практически не меняется при перемене начала отсчёта в пределах антенны, поле
{\displaystyle E=Af_{1}(\Theta ,\varphi ){\frac {\sin({\frac {\pi }{\lambda }}Nd\sin \Theta )}{\sin({\frac {\pi }{\lambda }}d\sin \Theta )}}} (6)
Так как вибраторы, образующие решётку, обладают слабой направленностью, ДН решётки в основном определяется множителем решётки {\displaystyle f_{n}(\Theta ,\varphi )}. Множитель решётки зависит от числа излучателей и расстояния между ними, выраженного в длинах волн d/λ (см. формулу (5)). Этот множитель не зависит от угла, а это значит, что в плоскости, перпендикулярной линии расположения излучателей (при Θ = 0), ДН решётки совпадает с диаграммой одиночного излучателя, а поле возрастает пропорционально числу излучателей:
{\displaystyle E_{m}=Af_{1}(\Theta ,\varphi )N}.
Это следует из выражения (4) при Θ = 0.
В плоскости, проходящей через линию расположения излучателей (φ = const), ДН решётки отличается от ДН одиночного излучателя. Пусть в этой плоскости ДН одиночного излучателя — ненаправленная. Тогда ДН решётки будет определяться только множителем решётки, который в нормированном виде записывается как
{\displaystyle F_{n}(\Theta ,\varphi )={\frac {f_{n}(\Theta )}{f_{n}(0^{\circ })}}={\frac {\sin {\frac {N\psi }{2}}}{N\sin {\frac {\psi }{2}}}}}

Зависимость множителя решётки от обобщённой координаты ψ

Множитель решётки Fn является периодической функцией с периодом 2π и при изменении угла Θ проходит через свои максимальные и минимальные значения. Поэтому ДН решётки имеет многолепестковый характер. Рисунок справа, где заштрихована ДН реальной антенны, отражает эту картину.

### Боковые лепестки ДН
В каждом из периодов этой функции имеется один главный лепесток и несколько боковых. График функции Fn(Θ) симметричен относительно точек {\displaystyle \psi =0\pm 2\pi },…, а сама функция при этих значениях ψ максимальна. Между соседними и главным лепестками имеется направление нулевого излучения и боковых лепестков. Максимумы боковых лепестков убывают при удаления от каждого главного лепестка. Наименьшими при этом являются те лепестки ДН, которые находятся в середине интервала между соседними главными максимумами. Относительная величина боковых лепестков {\displaystyle {\frac {E_{mbl}}{E_{mmax}}}\approx {\frac {1}{N\sin({\frac {2p+1}{2N}}\pi )}}}, где p = 1,2,3… В решётках с большим числом излучателей уровень первых боковых лепестков может быть найден по упрощённой формуле:
{\displaystyle {\frac {E_{mbl}}{E_{mmax}}}\approx {\frac {1}{(2p+1)\pi }}}
и при n > 12 величина первого бокового лепестка равна 0,217 (или −13,2 дБ) относительно главного.

### Главный лепесток ДН антенны
На практике обычно требуется получить ДН решётки с одним главным максимумом излучения. Для этого необходимо, чтобы в интервал изменения обобщённой координаты {\displaystyle \psi =kd\sin \Theta }, определяемый неравенством {\displaystyle -kd\leqslant \psi \leqslant kd} и соответствующий реальной ДН решётки {\displaystyle -{\tfrac {\pi }{2}}\leqslant \Theta \leqslant {\tfrac {\pi }{2}}}, попадал лишь один главный максимум функции {\displaystyle {\frac {\sin(N{\frac {\psi }{2}})}{\sin({\frac {\psi }{2}})}}}. Это будет в том случае, если ширина интервала изменения ψ, равная 2kd, меньше 4π, то есть 2kd<4π или d<λ. Таким образом, расстояние между соседними излучателями в решётке должно быть меньше длины волны генератора. Угловые границы главного лепестка по уровню излучения могут быть найдены из формулы (6) путём приравнивания нулю числителя множителя решётки {\displaystyle \sin({\tfrac {\pi }{\lambda }}Nd\sin \Theta )=0} или {\displaystyle {\tfrac {\pi }{\lambda }}Nd\sin \Theta =\pm \pi } так как множитель решётки с изменением угла изменяется значительно быстрее, чем первый множитель формулы (6), и определяет в основном ДН решётки. Из последнего соотношения следует {\displaystyle \sin \Theta _{0}=\pm {\tfrac {\lambda }{Nd}}}. При большом числе излучателей (N > 4) можно принять {\displaystyle \sin \Theta _{0}\approx \Theta _{0}}. Отсюда угловая ширина главного лепестка ДН {\displaystyle 2\Theta _{0}\approx \pm {\tfrac {2\lambda }{Nd}}}, или {\displaystyle 2\Theta _{0}\approx 115^{\circ }{\tfrac {\lambda }{Nd}}}. Таким образом, для получения узких ДН необходимо увеличивать длину антенны Nd. Но так как расстояние между излучателями должно быть меньше длины волны генератора (для получения одного главного максимума излучения), повышения направленности добиваются увеличением числа излучателей решётки N.

#### Ширина главного лепестка ДН
Ширину ДН по уровню 0,7 поля можно определить по приближенной формуле:
{\displaystyle 2\Theta _{0.7E}\approx 0,89{\tfrac {\lambda }{Nd}}} [рад]
{\displaystyle 2\Theta _{0.7E}\approx 51^{\circ }{\tfrac {\lambda }{Nd}}} [°] (7)
Формула (7) тем точнее, чем больше число вибраторов в решётке при заданной величине отношения . Практически ею можно пользоваться, если Nd > 3λ.
Если излучатели, образующие линейную синфазную антенну, обладают направленными свойствами в плоскости, проходящей через линию их расположения, то расстояние между излучателями можно взять больше длины волны генератора (d > λ). В этом случае в интервале изменения обобщённой координаты ψ, соответствующей реальной ДН решётки,

Линейная решётка направленных излучателей

 может оказаться несколько максимумов функции {\displaystyle \sin {\tfrac {N\psi }{2}}/(N\sin {\tfrac {\psi }{2}})}. В результирующей ДН они будут отсутствовать, если в этих направлениях ДН одиночного элемента решётки имеет нулевое или почти нулевое значение. Таким образом, выбором соответствующего расстояния между излучателями (при d > λ) можно получить результирующее излучение с относительно низким уровнем боковых лепестков.

### КНД решётки
Если расстояние между излучателями выбрано таким, что можно пренебречь влиянием их полей друг на друга, то КНД решётки можно подсчитать по приближенной формуле {\displaystyle D_{0}\approx ND_{01}}, где D01 — коэффициент направленного действия одиночного излучателя в свободном пространстве. Рассмотренные линейные решётки обладают направленностью только в одной плоскости: в плоскости расположения излучателей.

## Излучение плоской и пространственной синфазных решёток

Плоская АР; а) Общий вид; б) К расчёту ДН

Для сужения ДН в двух ортогональных плоскостях, то есть для получения излучения в узком телесном угле, применяют плоские решётки, состоящие из N2 рядов излучателей. Каждый ряд состоит из N1 излучателей. Таким образом, общее количество излучателей в решётке составляет N = N1·N2.
При расчёте ДН плоской решётки сначала рассчитывают ДН линейной решётки (одного ряда), а затем каждый ряд излучателей заменяют эквивалентным точечным излучателем, помещённым в фазовом центре линейной решётки. Следовательно, расчёт плоской решётки сводится к расчёту линейной решётки, расположенной вертикально (б), каждый эквивалентный излучатель который имеет амплитудную диаграмму:
{\displaystyle Af_{1}(\Theta ,\varphi ){\frac {\sin {\frac {N_{1}\psi _{1}}{2}}}{\sin {\frac {\psi _{1}}{2}}}}}
Суммируя поля таких излучателей в дальней зоне с учётом равенства амплитуд токов в вибраторах и принимая ДН элементов решётки f1(Θ,φ) одинаковыми, получаем
{\displaystyle E_{m}(\Theta ,\varphi )=Af_{1}(\Theta ,\varphi ){\frac {\sin {\frac {N_{1}\psi _{1}}{2}}}{\sin {\frac {\psi _{1}}{2}}}}{\frac {\sin {\frac {N_{2}\psi _{2}}{2}}}{\sin {\frac {\psi _{2}}{2}}}}} (8)
где {\displaystyle \psi _{1}=kd_{1}\sin \Theta } и {\displaystyle \psi _{2}=kd_{2}\sin \varphi } — обобщённые координаты; Θ и φ — углы, отсчитываемые от нормали к антенне в соответствующих плоскостях.
Для получения одного главного максимума диаграммы направленности в области углов {\displaystyle -{\tfrac {\pi }{2}}\leqslant \Theta \leqslant {\tfrac {\pi }{2}}} и {\displaystyle -{\tfrac {\pi }{2}}\leqslant \varphi \leqslant {\tfrac {\pi }{2}}} — расстояние между излучателями в решётке должно быть меньше длины волны d1,2 < λ.
Плоская решётка, выполненная из симметричных вибраторов, имеет два главных максимума излучения, соответствующих углам и . При этом амплитуда поля в максимуме ДН
{\displaystyle E_{m}(0^{\circ },0^{\circ })=Af_{1}(0^{\circ },0^{\circ })N_{1}N_{2}}

Пространственная решётка; а) Общий вид; б) к расчёту ДН решётки

Для увеличения пространственной направленности, то есть уменьшения ширины основного лепестка в обеих главных плоскостях применяются трехмерные (пространственные) решётки, состоящие из нескольких (N3) одинаковых плоских решёток, расположенных параллельно и следующих друг за другом (Рисунок справа (а)). При расчёте ДН каждая плоская решётка заменяется эквивалентным точечным излучателем (Рисунок справа (б)) и рассчитывается множитель антенны с использованием формулы (1) суммирования полей:
{\displaystyle E_{m}(\Theta ,\varphi )=Af_{1}(\Theta ,\varphi )f_{n1}(\Theta )f_{n2}(\varphi )f_{n3}(\alpha )=}
{\displaystyle =Af_{1}(\Theta ,\varphi ){\frac {\sin {\frac {N_{1}\psi _{1}}{2}}}{\sin {\frac {\psi _{1}}{2}}}}{\frac {\sin {\frac {N_{2}\psi _{2}}{2}}}{\sin {\frac {\psi _{2}}{2}}}}{\frac {\sin {\frac {N_{3}\psi _{3}}{2}}}{\sin {\frac {\psi _{3}}{2}}}}} (9)
где {\displaystyle \psi _{3}=kd_{3}\sin(90^{\circ }-\alpha )}, причём угол α = Θ при расчёте ДН в горизонтальной плоскости (пл. ZOX рисунка права а и б) и угол α = φ при расчёте ДН в вертикальной плоскости (пл. ZOY).

### Выбор шага размещения излучателей
- См. формулу 15 ниже.

Если плоские решётки возбуждаются в фазе, то для обеспечения максимального излучения в том же направлении, что и максимальное излучение каждой решётки, расстояние между ними d3 должно равняться λ. Для уменьшения габаритов антенны расстояние берется равным λ/2, а питание осуществляется со сдвигом фазы π. В обоих случаях антенна имеет максимум излучения в направлении линии расположения решёток в обе стороны α = 0° и 180°.
Для создания направленного излучения в одну сторону фазы питания двух плоских решёток должны быть сдвинуты на π/2, а расстояние между ними равно {\displaystyle d_{3}=\lambda /4}.

## Антенны с электрическим сканированием

Линейная АР с линейным набегом фазы;
а) К расчёту ДН;
б) Схема возбуждения

Рассмотрим систему идентичных излучателей, параллельных друг другу и расположенных на одной прямой.

### Антенны с линейным набегом фазы
Пусть амплитуды токов в излучателях одинаковы, а фаза тока в любом излучателе отличается от фазы тока предыдущего излучателя на одну и ту же величину ψ1, то есть фазовое распределение по антенне — линейное. Примем фазу тока в 1-м излучателе за нулевую, тогда фаза в n-м излучателе будет (n-1)ψ1 и поле, созданное этим излучателем в дальней зоне, найдем как
{\displaystyle E_{n}=Af_{1}(\Theta ,\varphi )\cos(\omega t-kr_{n}+(n-1)\psi _{1})}
Учитывая, что {\displaystyle r_{n}=r_{1}-(n-1)d\sin \Theta } (рисунок (а)), выражение (10) запишем в виде:
{\displaystyle E_{n}=Af_{1}(\Theta ,\varphi )\cos(\omega t-kr_{1}+(n-1)(kd\sin \Theta +\psi _{1}))}
Поле всей АР определяется, как и ранее, суммированием полей отдельных излучателей:
{\displaystyle E=\sum _{n=1}^{N}E_{n}=Af_{1}(\Theta ,\varphi ){\frac {\sin({\frac {N}{2}}(kd\sin \Theta +\psi _{1}))}{\sin({\frac {1}{2}}(kd\sin \Theta +\psi _{1}))}}\cos(\omega t-kr_{0})=Af_{1}(\Theta ,\varphi ){\frac {sin({\frac {N\psi }{2}})}{\sin({\frac {\psi }{2}})}}\cos(\omega t-kr_{0})} (11)
где {\displaystyle kd(\sin \Theta +\psi _{1})} — сдвиг по фазе между полями соседних излучателей в точке наблюдения; r0 — расстояние от фазового (геометрического) центра решётки до точки наблюдения.
Рассмотрим множитель антенны
{\displaystyle f_{n}(\Theta ,\varphi )={\frac {\sin {\frac {N\psi }{2}}}{\sin {\frac {\psi }{2}}}}={\frac {sin({\frac {\pi }{\lambda }}Nd(\sin \Theta +{\frac {\psi _{1}}{kd}}))}{sin({\frac {\pi }{\lambda }}d(\sin \Theta +{\frac {\psi _{1}}{kd}}))}}} (12)
В отличие от синфазной антенны этот множитель зависит от сдвига фаз питания излучателей ψ1.

### Уравнение качания луча
Максимум излучения в такой антенне имеет место для тех направлений в пространстве, для которых удовлетворяется условие ψ = 2πp, где p = 0,±1,±2,…, то есть разность фаз полей излучателей, вызванная разностью хода лучей, полностью компенсируется разностью фаз токов излучателей
{\displaystyle kd\sin \Theta _{\text{гл}}+\psi _{1}=kd(\sin \Theta +{\frac {\psi _{1}}{kd}})=2\pi p}
откуда
{\displaystyle \sin \Theta _{\text{гл}}=-{\frac {\psi _{1}}{kd}}+p{\frac {\lambda }{d}}} (13)
Это уравнение называют уравнением качания луча, а p — номером луча максимального излучения.
Требуемое линейное фазовое распределение в решётке можно получить путём питания излучателей линией с бегущей волной (рисунок выше (б)). При таком питании фазовый сдвиг между токами соседних излучателе {\displaystyle \psi _{1}=-{\tfrac {2\pi }{\lambda }}\gamma d}; γ — замедление фазовой скорости в питающей линии: {\displaystyle \gamma =c/v_{\text{ф}}=\lambda /\lambda _{\text{л}}}.
Подставим в выражение (13) значение. Тогда уравнение качания луча примет вид:
{\displaystyle \sin \Theta _{\text{гл}}=\gamma +p{\frac {\lambda }{d}}} (14)
Из (13) следует, что диаграмма направленности имеет несколько главных максимумов. Найдем условие существования одного главного максимума в пределах углов Θ соответствует интервал изменения обобщённой координаты {\displaystyle -kd+\psi _{1}\leqslant \psi \leqslant kd+\psi _{1}}. Так как периодичность функции fn(Θ) составляет 2π, то аргумент ψ должен удовлетворять условию {\displaystyle -2\pi \leqslant \psi \leqslant 2\pi }.
Следовательно, {\displaystyle -2\pi \leqslant -kd+\psi _{1}}, {\displaystyle -2\pi >kd+\psi _{1}}. Отсюда условие существования одного луча с номером p = 0 в синфазной решётке (Ψ1 = 0) следующее: kd < 2π и d < λ (см. рисунок ниже) (а). В этом случае Θгл = 0°, то есть главный максимум излучения перпендикулярен оси антенны.

Множитель решётки с линейным набегом фазы из пяти элементов (заштрихованы участки, соответствующие реальной ДН, -π/2 <= Θ <= π/2) при разных значениях Ψ_{1}: а) Ψ_{1} = 0°; б) Ψ_{1} = kd

Если, в частности, Ψ1 = kd, то условие существования одного луча (нулевого) имеет вид 2kd < 2π и d < λ/2. Единственный главный максимум решётки в этом случае направлен вдоль её оси (рисунок выше (б)), то есть Θгл = 90°. При промежуточных значениях Ψ1 < kd направление максимального излучения луча с номером p = 0 составляет некоторый угол, отличный от 0° и 90°, а шаг λ/2 < d < λ.
Допустимую величину шага в решётке при 0 < Θгл < 90° можно найти из соотношений −2π < -kd + Ψ1, 2π > kd + Ψ1. Подставляя значение Ψ1 из уравнения качания (13) и приняв p = 0, получаем −2π < — kd — kd sinΘгл или
{\displaystyle d<{\frac {\lambda }{(1+\sin \Theta _{\text{гл}})}}} (15)
Направления нулевых значений поля в ДН антенны можно найти из выражения (12), приравняв числитель нулю.
{\displaystyle \sin({\tfrac {\pi }{\lambda }}Nd(\sin \Theta _{0}+{\frac {\psi _{1}}{kd}}))=0},
откуда
{\displaystyle {\tfrac {\pi }{\lambda }}Nd(\sin \Theta _{0}+{\frac {\psi _{1}}{kd}})=p\pi },
где p = 0,±1,±2,… и {\displaystyle \sin \Theta _{0}=p{\tfrac {\lambda }{Nd}}-{\tfrac {\psi _{1}}{kd}}}.
Направления максимумов боковых лепестков приближенно можно найти по максимальным значениям числителя (12), то есть принимая
{\displaystyle \sin({\tfrac {\pi }{\lambda }}Nd(\sin \Theta _{\text{b.l.}}+{\frac {\psi _{1}}{kd}}))=1} и {\displaystyle {\tfrac {\pi }{\lambda }}Nd(\sin \Theta _{\text{b.l.}}+{\frac {\psi _{1}}{kd}})={\tfrac {\pi }{2}}(2p-1)}, откуда
{\displaystyle \sin \Theta _{\text{b.l.}}=(2p-1){\frac {\lambda }{2Nd}}-{\frac {\psi _{1}}{kd}}}

### Реализация электрического управления лучом
Из уравнения (13) следует, что перемещение луча в антенной решётке в пространстве может быть осуществлено:
1. изменением частоты колебаний подключенного генератора или приёмника;
2. изменением фазового сдвига Ψ1 между излучателями с помощью системы включения в питающий тракт фазовращателей;
3. коммутацией (переключением) излучающих элементов решётки, шага излучателей или отрезков питающих трактов.

## Полоса пропусканияФАР
В фазированных антенных решётках фазовое распределение задаётся либо распределительной системой (диаграммообразующей схемой), либо системой фазовращателей (ферритовых, pin-диодных, трамбонных и т. п.). Фазовый сдвиг, вносимый в канальный сигнал зависит от длины волны (частоты) этого сигнала.
Каждый фазовый сдвиг в канале ФАР призван скомпенсировать разность хода волн между элементами решётки, появляющуюся при падении плоской электромагнитной волны на апертуру ФАР под некоторым углом Θ0. Фазовую разность хода волн между каналами можно определить следующим образом
{\displaystyle \Delta \varphi ={\frac {2\pi }{\lambda }}d\sin \Theta _{0}}
Фазовый сдвиг существенным образом зависит от длины волны. При отклонении Δλ в длине падающей волны и сохранении фазового распределения в апертуре (без перестройки фазовращателей, или диаграммообразующей схемы) будет наблюдаться частотный ход луча
{\displaystyle \Delta \varphi ={\frac {2\pi }{\lambda +\Delta \lambda }}d\sin \left(\Theta _{0}+\Delta \Theta \right)}
Таким образом, частотный ход луча
{\displaystyle \Delta \Theta ={\frac {\Delta \lambda }{\lambda }}\operatorname {tg} \Theta _{0}}
Если принять приемлемым частотное отклонение луча на величину, равную половине ширины главного лепестка ДН, то это наложит ограничение на ширину полосы сигнала падающей на решётку волны.
{\displaystyle {\frac {\Delta \lambda }{\lambda }}\operatorname {tg} \Theta _{0}={\frac {1}{2}}{\frac {1}{2L\cos \Theta }}}

## Резюме
Если управление положением луча осуществляются электрически, то такие антенны называются электрически сканирующими. Остронаправленные электрически сканирующие антенны позволяют осуществлять быстрый (безынерционный) обзор пространства, установку луча в заданную точку пространства, сопровождение цели и т. д. В антеннах с механическим сканированием управление лучом достигается поворотом, вращением, качанием и т. д. всей антенной системы, что ограничивает скорость сканирования. Если в решётке изменение фазового распределения осуществляется механическими фазовращателями или коммутаторами, то такие антенны называются электромеханическими сканирующими. В остронаправленной антенне с электромеханическим сканированием при неподвижности всей антенной системы вращаются или перемещаются (механически) малоинерционные элементы, что позволяет увеличить скорости движения луча.

### Виды электрического сканирования
Частотно-сканирующая антенна конструктивно наиболее проста, но электрическое управление луча осуществляется, как правило, только по одной угловой координате.
При фазовом способе сканирования в плоских решётках (изменением фазового сдвига между излучателями по столбцам и строкам) луч перемещается по двум угловым координатам.

### Ошибки установки фазы
Под воздействием управляющего тока (напряжения) фаза в фазовращателе изменяется или дискретно дискретным фазовращателем, или плавно. При управлении фазовым распределением в антенне при сканировании — фазировании антенны — дискретный фазовращатель даёт ошибки в установке фазы. Фазовращатель с плавной характеристикой управления таких ошибок не имеет, однако сопряжение плавного фазовращателя с системой управления лучом (ЭВМ) приводит, как правило, к дискретности изменения фазы. Дискретность фазирования антенны, происходящая при дискретно-коммутационном способе сканирования и фазовом сканировании с дискретным фазовращателем, имеет определённые преимущества, как например возможность уменьшения влияния различных дестабилизирующих факторов на характеристики направленности. Антенные решётки с фазовым или дискретно-коммутационным способом управления лучом называют фазированными антенными решётками. Такие антенны находят широкое практическое применение.

### Статьи
- Фазированная антенная решётка
- Активная фазированная антенная решётка
- Цифровая антенная решётка
- Линейка Голомба

### Категории
- Излучатели антенных решёток